# 렌과 스팀피
렌과 스팀피(The Ren & Stimpy Show)는 존 크리스펄루시가 니켈로디언을 위해 만든 캐나다 애니메이션 코미디 TV 시리즈이다. 이 시리즈는 정서적으로 불안정하고 정신병적인 치와와 개인 렌 회크와 성격이 좋고 둔감한 망스 고양이인 스팀피의 모험을 따라했다. 원래 스퓌모가 제작한 이 시리즈는 1991년 8월 11일부터 1995년 12월 16일까지 니켈로디언에서 방영되었으며, 마지막 에피소드는 1996년 10월 20일에 MTV에서 방영되었으며 총 5시즌 52개의 에피소드로 구성되었다. 세 번째로 방영된 니켈로디언 애니메이션 시리즈인 "닉툰스"는 도그와 루그랜트와 함께 브랜드의 선구자 시리즈 중 하나이다.
이 시리즈는 시각적 효과, 애니메이션, 초현실적 성격으로 인해 비평가들의 폭넓은 호평을 받았다. 그러나 어두운 유머, 성적 암시, 성인 유머, 폭력, 충격적인 내용으로 인해 상당한 논란을 불러일으켰고, 니켈로디언의 표준 및 관행와의 갈등과 제작 지연으로 인해 1992년 크리스펄루시가 해고되는 데 영향을 미쳤다. 게임스 애니메이션 시리즈의 나머지 3개 시즌을 제작했지만 품질 저하로 비판을 받았다.
성인 애니메이션 리부트인 렌과 스팀피는 크리스펄루시와 스퓌모가 제작하여 2003년 스피크 TV에서 방영되었지만 제작 지연과 비평가와 원작 시리즈 팬 모두의 부정적인 비평으로 인해 조기에 취소되었다. 2020년 8월 5일 코미디 센트럴은 크리스펄루시의 참여 없이 시리즈의 두 번째 리부트를 발표했다.